# 519
| [ Edytuj tabelę ]          |                                                                                     |
| Cesarz Bizancjum           | - 518 Justyn I 527                                                                  |
| Cesarz Chin                | - 502 Liang Wudi 549                                                                |
| Król Franków               | - 511 Chlodomer 524 - 511 Childebert I 558 - 511 Teuderyk I 534 - 511 Chlotar I 561 |
| Król Kentu                 | - 512 Octa 522                                                                      |
| Patriarcha Konstantynopola | - 518 Jan II Kapadocki 520                                                          |
| Władca Korei               | - 491 Munja 519 - 519 Anjang 531                                                    |
| Król Mercji                | - 501 Cnebba (?) 566                                                                |
| Król Munsteru              | - 493 Eochaid 523                                                                   |
| Król Ostrogotów            | - 471 Teodoryk Wielki 526                                                           |
| Papież                     | - 514 Hormizdas 523                                                                 |
| Król Persji                | - 488 Kawad I 531                                                                   |
| Król Wandalów              | - 496 Trasamund 523                                                                 |
| Król Wessexu               | - 519 Cerdic 534                                                                    |
| Król Wizygotów             | - 511 Teodoryk Wielki 526                                                           |

Rok 519 / DXIX
stulecia: V wiek ~
VI wiek ~
VII wiek

lata: 509 «
514 «
515 «
516 «
517 «
518 «
519
» 520
» 521
» 522
» 523
» 524
» 529

## Wydarzenia
- zakończyła się schizma akacjańska, okres zerwania wspólnoty między Kościołem rzymskim i patriarchatem konstantynopolitańskim od 484 roku.